# 二色棱子芹
二色棱子芹（学名：Pleurospermum govanianum var. bicolor）是伞形科棱子芹属的变种，为中国的特有植物。分布在中国大陆的西藏、云南、四川等地，生长于海拔4,000米的地区，常生长在杜鹃林内草地以及流石陡坡上，目前尚未由人工引种栽培。

## 异名
- Pleurospermum govanianum (Wall. ex DC.) Benth. ex C. B. Clarke var. bicolor Wolff